# جاکوپو موسکا
جاکوپو موسکا (ایتالیایی: Jacopo Mosca؛ زادهٔ ۲۹ اوت ۱۹۹۳ ‏(۳۱ سال)) دوچرخه‌سوار اهل ایتالیا است.
از باشگاه‌هایی که در آن رکاب زده‌است می‌توان به تیم ترک-سگافردو و ویلیر تریستینا–سله ایتالیا اشاره کرد.